# Dirck Reiniersz. van Douwe
Dirck Reiniersz. van Douwe, ook van der Douw of Dou (Eindhoven, circa 1563  - Delft, begraven 18 november 1608) was een Noord-Nederlandse glazenier.

## Biografische aantekeningen
Van Douwe werd in 1583 als meester toegelaten tot het Sint-Lucasgilde van Delft. Hij ging op 14 december 1585 in Delft in ondertrouw met Leentge Claesdr. Van Douw was een leerling van de Delftse glazenier Dirck Jansz. Verheyden, die in 1600 de opdracht van de stad Delft kreeg om een gebrandschilderd glas te maken voor de Goudse Sint-Janskerk. Na de dood van Verheyden in 1603 kreeg Van Douwe de opdracht om het werk in zijn atelier af te maken. Het is een glas met een voorstelling van het Leidens Ontzet, met op de voorgrond een afbeelding van stadhouder Willem I en achter hem vier Delftse burgemeesters. Het ontwerp van de afbeelding was gemaakt door de Leidse schilder en burgemeester Isaac Claesz. van Swanenburg. Aanvankelijk werd het glas toegeschreven aan de Leidse glasschilder Cornelis Cornelisz. Clock, maar uit de stadsrekeningen van Gouda blijkt dat beide Delftse glasschilders de makers zijn geweest. In 1604 kreeg Van Douwe 30 gulden betaald voor het carton, zodat latere reparaties aan de hand van het carton mogelijk werden. Het glas werd door hem van 21 juli tot 30 juli 1604 in de kerk geplaatst. De Goudse stadshistoricus Ignatius Walvis wees overigens al op deze mogelijkheid, die hij optekende uit de mond van de Goudse glasschilder Willem Tomberg op basis van een verklaring van de kleindochter van Van Douwe.
Van Douwe (Dirck Reijniersz, Glaesmaker in de Molenstraat) werd op 18 november 1608 begraven in de Oude Kerk van Delft.
- RKD-Nederlands Instituut voor Kunstgeschiedenis: 331856